# إحداثيات متجانسة

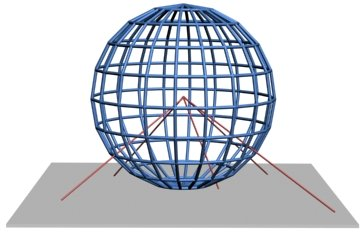

في الرياضيات، الإحداثيات المتجانسة التي تم تقديم مفهومها من قبل أوغست فيرديناند موبيوس في عام 1827 تسمح بتمثيل التحويلات الأفينية بشكل بسيط باستخدام المصفوفات. كما تسهل إجراء الحسابات في فضاء الإسقاط كما يسهل نظام الإحداثيات الديكارتية هذه الحسابات في الفضاء الإقليدي.
تكتب الإحداثيات المتجانسة لنقطة تنتمي إلى فضاء الإسقاط ذو البعد n بالصيغة (x : y : z : ... : w) على شكل متجه من صف واحد طوله n+1.